# Philtraea
Philtraea là một chi bướm đêm thuộc họ Geometridae.